# Antonio Ghedini
Antonio Ghedini (Firenze, 16 dicembre 1936 – 10 marzo 2011) è stato un calciatore italiano, di ruolo centrocampista.

## Carriera
Antonio Ghedini divise la sua carriera di calciatore tra le società  calcio di Del Duca Ascoli, Foggia e Verona.
Dal 1955 al 1961,con la maglia bianconera dell'allora presidente Cino Del Duca, imprenditore e produttore cinematografico,  collezionò  126 presenze, disputando molte partite insieme al compagno e famoso, Carlo Mazzone.
Nella stagione 1961-62, Ghedini fu acquistato dal Foggia, dove divenne uno dei grandi protagonisti del calcio rossonero degli anni 60, il 7 ottobre 1962 infatti Ghedini fa il suo esordio nella Serie B, dimostrando da subito le sue capacità e il suo talento nel campo di gioco ,ad esempio nella partita (Serie B 62/63: Udinese-Foggia 2-7); larga vittoria conseguita a Udine, ancora oggi ricordata perché i 7 gol Rossoneri li incassò un certo Dino Zoff. Il 6 giugno 1965, Ghedini vive un altro momento magnifico: fa il suo esordio nella Serie A, la massima categoria del calcio italiano. Questo è un grande passo in avanti nella sua carriera, dimostrando la sua capacità di giocare al massimo livello del calcio italiano.
Ricoprendo il ruolo di mediano ma anche impiegato in tanti altri ruoli assegnati a lui dall'allenatore Oronzo Pugliese, non a caso gli affidarono il nome di Jolly della squadra , indossò la casacca rossonera per quattro stagioni (78 presenze) (3 presenze anche nelle Coppe europee), contribuendo appunto alla storica prima promozione in serie A,  era il campionato 1963-1964. Nella stagione 1965/66, lasciò il Foggia e venne acquistato dal Verona, società interessata a lui da tempo, dove con la maglia gialloblù  continuò a progredire la sua carriera calcistica.
Antonio Ghedini dimostrò di essere un calciatore di grande talento, lasciando ancora adesso  il segno nel calcio italiano.

## Palmarès

### Club

#### Competizioni nazionali
- Serie C: 1

Foggia: 1961-1962

#### Competizioni regionali
- Promozione: 1

Del Duca Ascoli: 1956-1957

## Galleria d'immagini

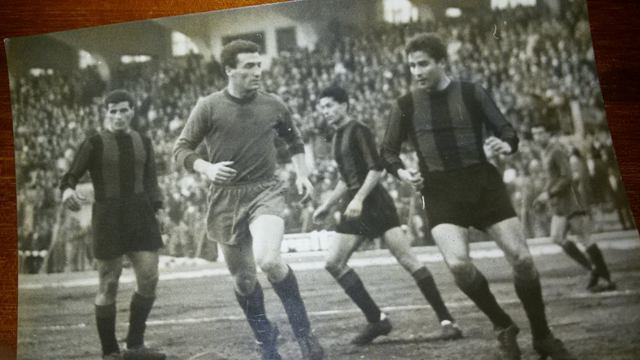
Foggia
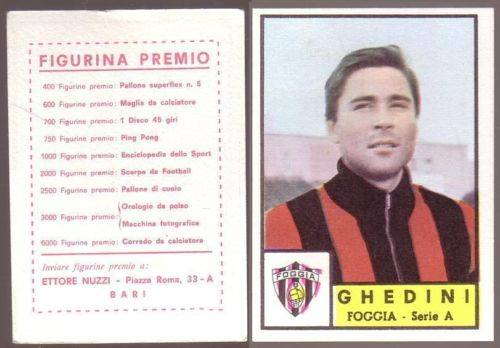
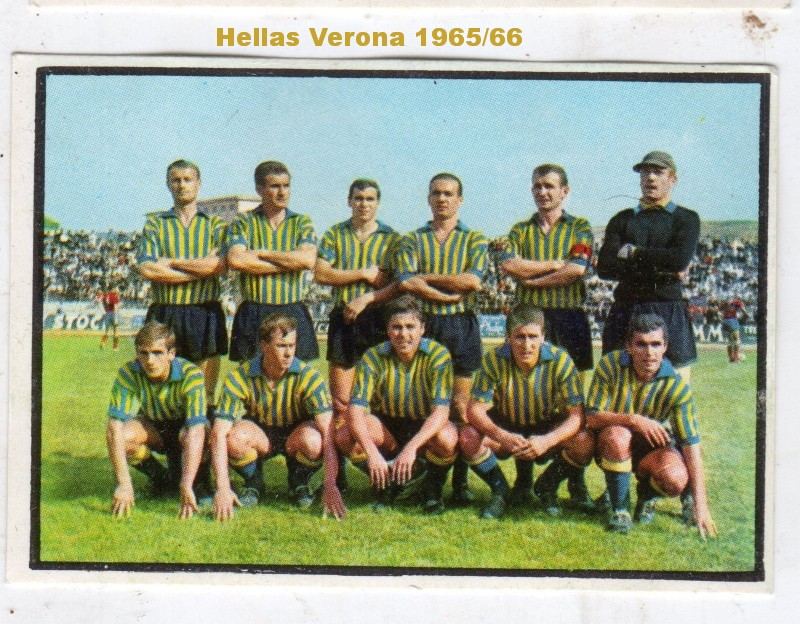
Antonio Ghedini HELLAS VERONA 1965/66
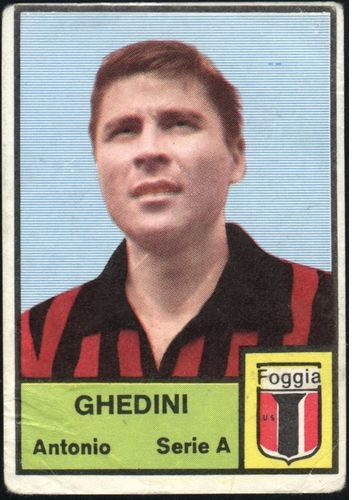
Antonio Ghedini - Campionato di calcio di serie A 1964/65
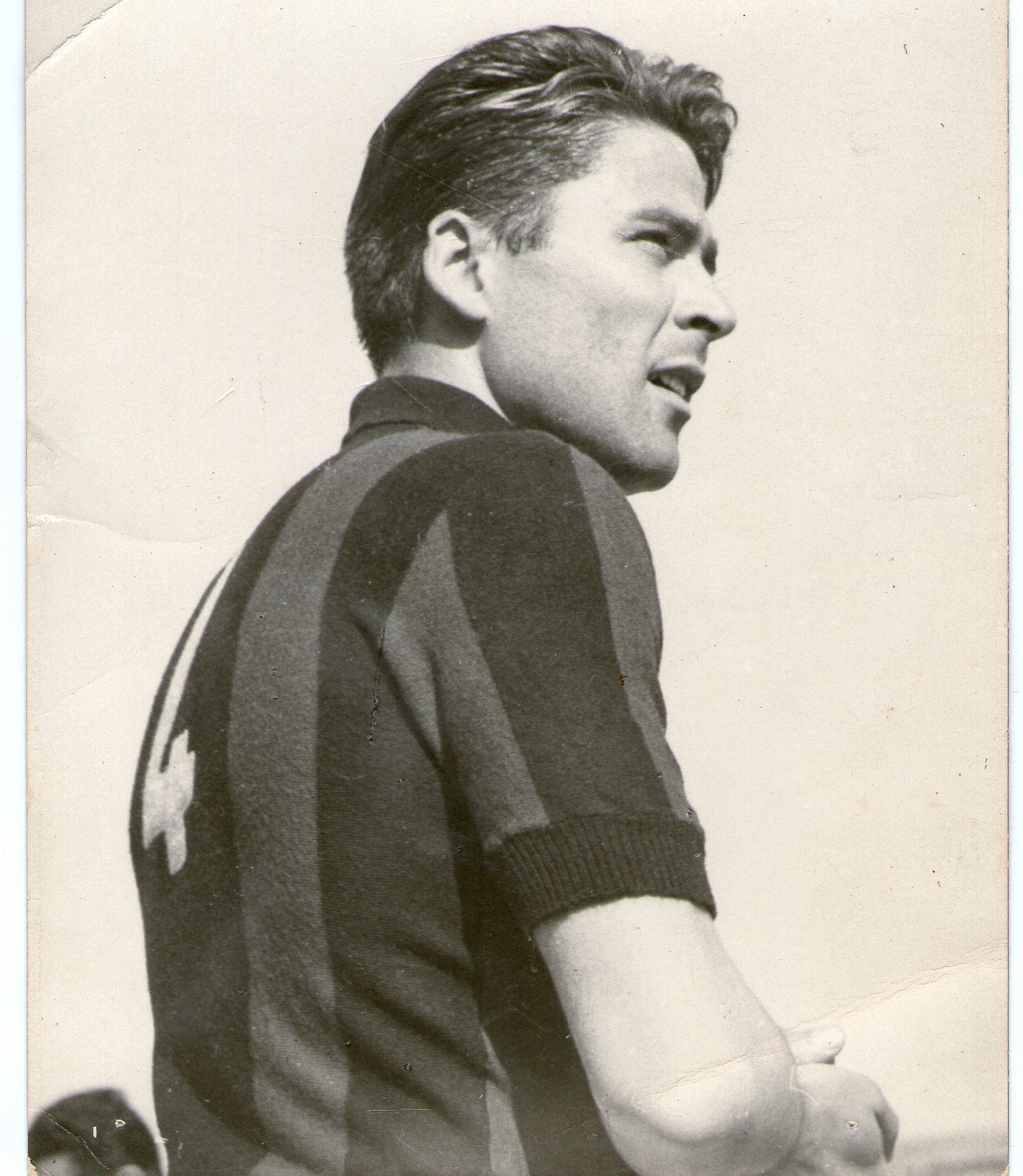